# Johan Petterson (konstnär)
Johan Petterson, född 1957 i Stockholm, är en svensk bildkonstnär. Han beskrivs som en samtida naturskildrare.

## Biografi
Johan Petterson är utbildad vid Konstfack i Stockholm på avdelningen för måleri under åren 1977-1983. Han är bosatt i Stockholm, men har även en ateljé på Österlen i Skåne. Han har sina rötter i klassiskt måleri och han ställer frågor om samtiden och vår bild av naturen. Det finns en genomgång av olika genrer och tidsepoker i hans måleri. Sammantaget blir hans måleri en undersökning av måleriets gestik. Han har utfört målerier, akvareller, grafisk form och serigrafier.

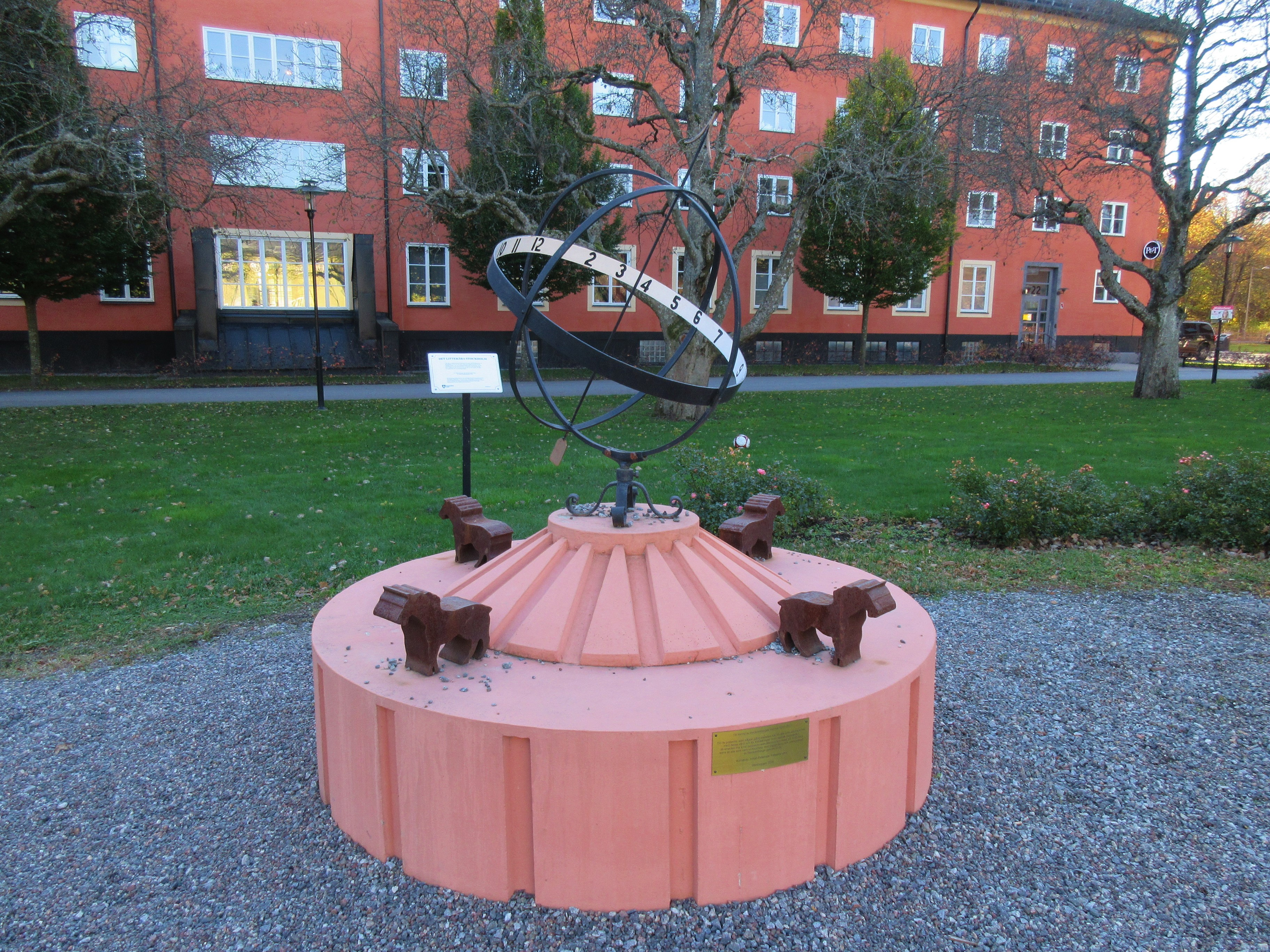
Skulptur "Hästens resa" (2016) i Klockhusparken, Beckomberga, Bromma. Skulpturen skapad till minne av Beckombergas historia 1927-2017.

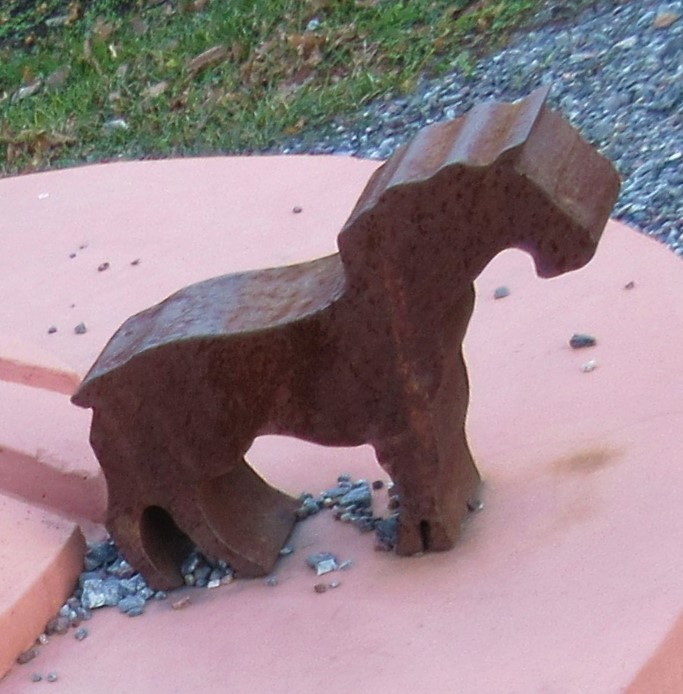
Skulptur "Hästens resa" (2016) i Klockhusparken, Beckomberga, Bromma, närbild.

Petterson målar oftast naturbilder, men inte föreställande på traditionellt sätt. Det är som om han befinner sig ingenstans eller överallt på samma gång, i det ingenmansland som är syntesen av en direkt naturupplevelse. I bilderna bryts skärpa mot oskärpa. Drömska och stilla landskap invaderas av kluriga figurer, porträtt och mönsterattacker. I hans bildvärld är grodan, väntande färdig till språng. Det verkar inte vara grodan i sig som intresserar honom utan det kommande hoppet. Grodan blir en hoppets metafor, stiliserad och fryst i en avvaktande orörlig pose. Den påminner om en gnuggis, som inte riktigt kan införlivas i den djupverkan som finns i det bakomliggande sagolandskapet. 
Johan Petterson har blivit välkänd för sina fåglar, hästar och landskap och han har haft utställningar både i utlandet och hemma i Sverige. Oftast målar han naturbilder, men de är inte föreställande på traditionellt sätt.
"Det är som om han befinner sig ingenstans eller överallt på samma gång, i det ingenmansland som är syntesen av en direkt naturupplevelse. I bilderna bryts skärpa mot oskärpa. Drömska och stilla landskap invaderas av kluriga figurer, porträtt och mönsterattacker. I hans bildvärld är grodan, väntande färdig till språng. Det verkar inte vara grodan i sig som intresserar honom, utan det kommande hoppet. Grodan blir en hoppets metafor, stiliserad och fryst i en avvaktande orörlig pose. Den påminner om en gnuggis, som inte riktigt kan införlivas i den djupverkan som finns i det bakomliggande sagolandskapet."
Som konstnär deltog Johan Petterson sommaren 2001 ombord på isbrytaren Odens nordpolsexpedition. Isbrytaren Oden är en svensk isbrytare och som också tjänar som forskningsfartyg. Han var inbjuden att som målare följa med isbrytaren Oden på en vetenskaplig expedition till Nordpolen. Hans uppdrag var att porträttera landskap och deltagare. Med video, stillbildskamera, penna och penslar åkte han iväg. Han färdades i sju veckor genom en arktisk öken. Hans intresse för dessa trakter fördjupades. Särskilt med tanke på polarexpeditioner i ett historiskt perspektiv. Fascinationen för de frusna polerna och för de människor och djur som gav sig iväg på dessa resor utan att veta om de någonsin skulle komma tillbaka, släppte inte taget. Vad drev dem? Ära, äventyr, nyfikenhet, frihetslängtan? Eller flydde de rent av från något? En pilsnerflaska från Nordenskiölds Vega-expedition längst Nordostpassagen blev utgångspunkt för den serie nya målningar som visades på Susanne Pettersson Gallery.

## Offentlig utsmyckning
- Huddinge sjukhus
- Huddinge Centrum
- Akademiska sjukhuset, Uppsala
- Samariterhemmet, Uppsala
- Stockholms tunnelbana.[2]

## Representerad
- Malmö konstmuseum, Malmö
- Västerås konstmuseum, Västerås
- Eksjö museum, Eksjö
- Statens Konstråd,
- Landsting och kommuner runt om i landet

## Grafisk formgivning
Omslag och inlagor till ca 1000 böcker av följande författare: Klas Östergren, Milam Kundera, Ivar Lo-Johansson, Eyvind Johnson, Carina Rydberg, Jacques Werup, Ernst Brunner, Cilla Naumann, Hans Gunnarsson, Ragnar Strömberg och Ingrid Kallenbäck.

## Utställningar

### Separatutställningar
- 1997 Galleri Bacchus, Borås. Galleri Bergman, Göteborg. Galleri Bergman, Malmö. Café des lettres, Paris.
- 1998 Galleri Smedhamre, Uppsala – Konstnärshuset, Stora Galleriet, Stockholm.
- 1999 Lilla Galleriet, Helsingborg. Galleri Birgersson, Halmstad.
- 2000 Galleri Bergström, Jönköping - Galleri Bacchus, Borås. Galleri Bergman, Stockholm.
- 2003 Galleri Bergman, Stockholm. Sundsvall, Kivik, Karlstad, Malmö, Östersund, Börstorp, Helsingborg, Sollefteå, Nyköping, Wagner Gallery i New York och på Svenska Ambassaden i Washington D.C.[2]

### Samlingsutställningar
- Lundabiennalen, Flaggor runt Kinneviken, Edition Hylteberga, Skurup, Stockholm Art Fair 1989–2005,
- Art Copenhagen 1996, 1997, 2002, 2003,
- South Sweden European Office, Bryssel, Eksjö museum, Borgholms slott och Galleri Bergman, Göteborg.[2]

## Utställningar registrerade i Konstkalendern
- 2018-11-09  Galleri Mats Bergman Karlstad, Karlstad
- 2017-03-25  Galleri Kim Anstensen, Göteborg
- 2016-10-25  Galleri Final, Malmö
- 2016-04-16  Fullersta Gård, Huddinge
- 2015-10-24  Eksjö museum, Eksjö
- 2013-03-29  Galleri Final, Malmö
- 2012-09-22  Galleri Nord, Örebro
- 2012-06-28  Galleri J, Falkenberg
- 2012-03-24  Galleri Sjöhästen, Nyköping
- 2011-11-24  Våga Se Galleri/Konstklubb, Stockholm
- 2011-09-17  Galleri Final, Malmö
- 2011-01-15  Galleri Remi, Östersund
- 2010-10-16  Galleri KIKA, Konst i Karlstad, Karlstad
- 2008-02-23  Galleri Final, Malmö
- 2007-09-22  Galleri Hippo, Stockholm
- 2004-11-06  Karby gård, Täby